# Payerne
Payerne ist eine politische Gemeinde und Hauptort des Distrikts Broye-Vully im Kanton Waadt in der Schweiz. Der frühere deutsche Name Peterlingen für das Städtchen wird heute nur noch selten, insbesondere mit Bezug zur Abtei, gebraucht.

## Geographie
Die Stadt Payerne liegt auf 456 m ü. M., 17 km westlich der Stadt Freiburg (Luftlinie). Das Stadtgebiet erstreckt sich beidseits der kanalisierten Broye von deren Austritt aus dem Molassehügelland des Waadtländer und Freiburger Mittellandes in die breite Broyeebene.
Zum 24,2 km² grossen Gemeindegebiet gehören neben einem Abschnitt der Broyeebene auch Teile des südlich gelegenen Hügellandes. Der gesamte nördliche Gemeindeteil wird von der 4 km breiten, landwirtschaftlich intensiv genutzten Broyeebene eingenommen; ganz im Norden reicht das Gebiet fast bis an die Petite Glâne. Westlich der Stadt gehören auch die Hügel Grande Râpe (486 m ü. M.) und Petite Râpe zu Payerne, die nordöstlichsten Ausläufer des Hügellandes zwischen dem Neuenburgersee und dem mittleren Broyetal. Südlich von Payerne erstreckt sich das Gemeindegebiet in das mittlere Broyetal und in das östlich daran angrenzende, eiszeitlich überformte Molassehügelland. Hier befinden sich die Wälder Bois de Boulex (526 m ü. M.) und Les Tailles (bis 633 m ü. M.) und dazwischen die weiten Talmulden der Bioleyre und des Motélon. Der höchste Punkt von Payerne wird mit 640 m ü. M. am Westabhang des Bois Girard erreicht. Von der Gemeindefläche entfielen 1997 17 % auf Siedlungen, 15 % auf Wald und Gehölze, 66 % auf Landwirtschaft, und rund 2 % war unproduktives Land.
Zu Payerne gehören die Weiler Corges (550 m ü. M.) auf einem Hügel östlich des Broyetals, Etrabloz (495 m ü. M.) in der weiten Talmulde der Bioleyre, Vers-chez-Perrin (522 m ü. M.) östlich des Bois de Boulex, Vers-chez-Savary (554 m ü. M.) am Motélon unterhalb des Taleinschnitts Creux de Nervaux am Westrand des Bois Girard und Les Invuardes (510 m ü. M.) auf einem Hügel südöstlich der Stadt. Daneben umfasst das grosse Gemeindegebiet auch zahlreiche Einzelhöfe. Nachbargemeinden von Payerne sind Grandcour, Corcelles-près-Payerne und Trey im Kanton Waadt sowie Fétigny, Cugy, Estavayer, Montagny und Torny im Kanton Freiburg.

### Klima
Für die Normalperiode 1991–2020 betrug die Jahresmitteltemperatur 9,8 °C, wobei im Januar mit 0,9 °C die kältesten und im Juli mit 19,3 °C die wärmsten Monatsmitteltemperaturen gemessen wurden. Im Mittel sind hier rund 87 Frosttage und 17 Eistage zu erwarten. Sommertage gibt es im Jahresmittel rund 52, während im Schnitt 11,5 Hitzetage zu verzeichnen sind. Die Messstation von MeteoSchweiz liegt auf einer Höhe von 490 m ü. M.
|                        | Jan  | Feb  | Mär  | Apr  | Mai  | Jun  | Jul  | Aug  | Sep  | Okt  | Nov | Dez  |   |       |
| Mittl. Temperatur (°C) | 0,9  | 1,8  | 5,7  | 9,3  | 13,6 | 17,3 | 19,3 | 18,8 | 14,5 | 10,0 | 4,9 | 1,7  | ⌀ | 9,9   |
| Mittl. Tagesmax. (°C)  | 3,7  | 5,6  | 10,8 | 15,0 | 19,2 | 23,0 | 25,5 | 25,0 | 20,0 | 14,3 | 7,9 | 4,2  | ⌀ | 14,6  |
| Mittl. Tagesmin. (°C)  | −1,9 | −1,8 | 1,0  | 3,7  | 8,0  | 11,6 | 13,3 | 13,2 | 9,6  | 6,1  | 1,8 | −1,1 | ⌀ | 5,3   |
|                        |      |      |      |      |      |      |      |      |      |      |     |      |   |       |
| Niederschlag (mm)      | 50   | 43   | 52   | 64   | 85   | 88   | 92   | 89   | 74   | 86   | 66  | 65   | Σ | 854   |
|                        |      |      |      |      |      |      |      |      |      |      |     |      |   |       |
| Sonnenstunden (h/d)    | 1,9  | 3,4  | 5,1  | 6,2  | 6,7  | 7,8  | 8,2  | 7,6  | 6,0  | 3,6  | 2,0 | 1,5  | ⌀ | 5     |
|                        |      |      |      |      |      |      |      |      |      |      |     |      |   |       |
| Regentage (d)          | 8,7  | 7,8  | 8,2  | 8,8  | 11,3 | 10,4 | 10,0 | 9,6  | 8,3  | 10,1 | 8,9 | 9,6  | Σ | 111,7 |
|                        |      |      |      |      |      |      |      |      |      |      |     |      |   |       |
| Luftfeuchtigkeit (%)   | 85   | 80   | 73   | 70   | 73   | 72   | 70   | 73   | 79   | 85   | 86  | 86   | ⌀ | 77,7  |

| −1,9 |

| −1,8 |

| 1,0 |

| 3,7 |

| 8,0 |

| 11,6 |

| 13,3 |

| 13,2 |

| 9,6 |

| 6,1 |

| 1,8 |

| −1,1 |

| −1,9 |

| −1,8 |

| 1,0 |

| 3,7 |

| 8,0 |

| 11,6 |

| 13,3 |

| 13,2 |

| 9,6 |

| 6,1 |

| 1,8 |

| −1,1 |

## Bevölkerung
| Bevölkerungsentwicklung | Bevölkerungsentwicklung |
| Jahr                    | Einwohner               |
| ----------------------- | ----------------------- |
| 1850                    | 3078                    |
| 1900                    | 5224                    |
| 1910                    | 5364                    |
| 1930                    | 4951                    |
| 1950                    | 5649                    |
| 1960                    | 6024                    |
| 1970                    | 6899                    |
| 1980                    | 6713                    |
| 1990                    | 7393                    |
| 2000                    | 7294                    |
| 2023                    | 10'545                  |

Mit 10'545 Einwohnern (Stand 31. Dezember 2023) gehört Payerne zu den grösseren Gemeinden des Kantons Waadt. Im Jahr 2000 waren von den Bewohnern 83,1 % französischsprachig, 4,7 % portugiesischsprachig und 3,4 % deutschsprachig. Die Bevölkerungszahl unterlief im Verlauf des 20. Jahrhunderts verschiedenen Schwankungen. Grössere Zuwachsraten wurden während der 1960er und 1980er Jahre verzeichnet. Das Siedlungsgebiet von Payerne ist heute nahezu lückenlos mit demjenigen von Corcelles-près-Payerne zusammengewachsen.

## Geschichte

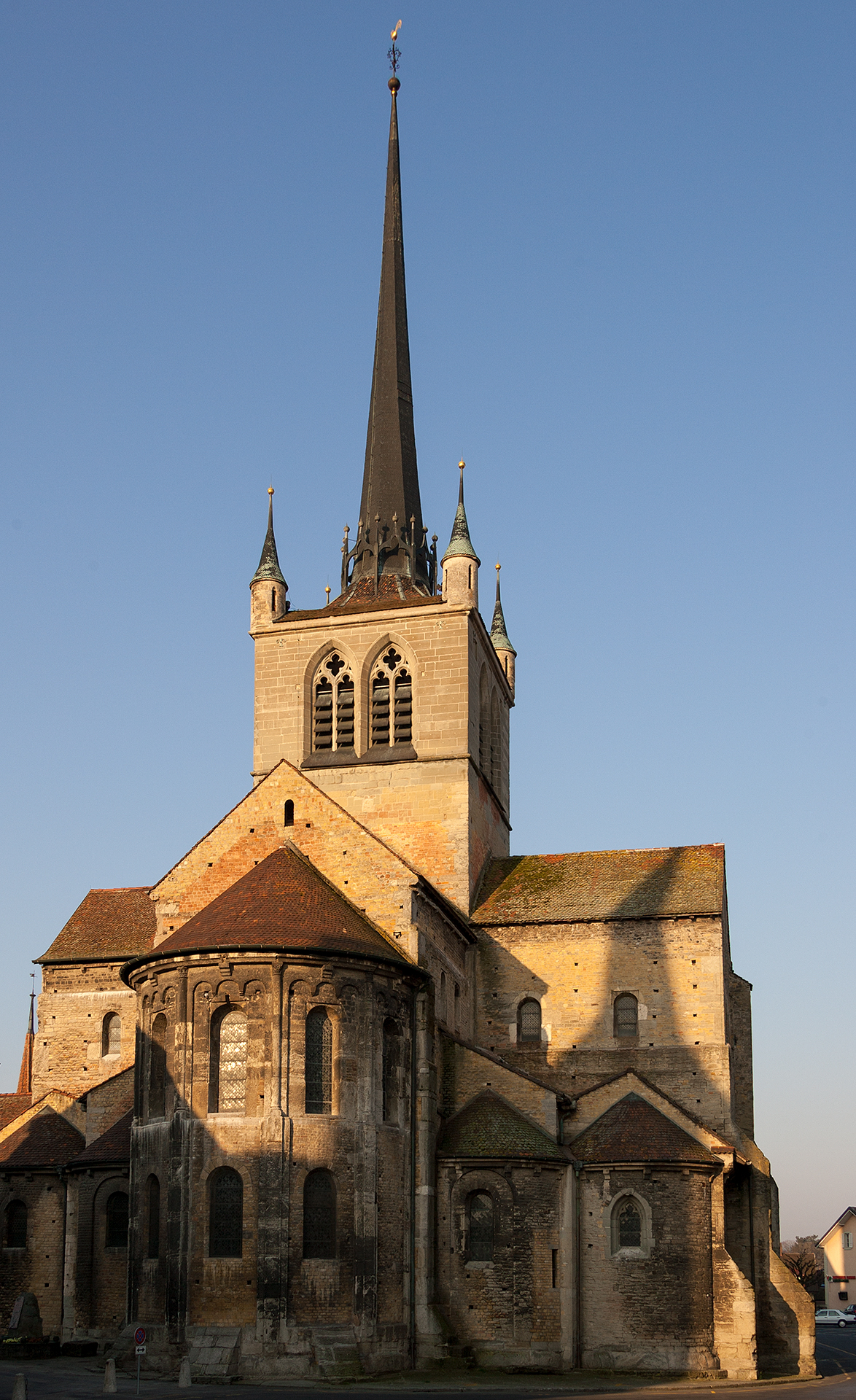
Abteikirche aus dem 11. Jahrhundert

Das Gemeindegebiet von Payerne war schon in keltischer Zeit besiedelt. In einem Grabhügel wurden ein bronzebeschlagener Wagen und etruskische Goldringe gefunden.
Der Ursprung der Siedlung Payerne geht auf das 3. Jahrhundert n. Chr. zurück, als der einflussreiche Römer Publius Gracius Paternus aus Aventicum auf dem Boden der heutigen Stadt die Villa Paternia erbauen liess, um die sich im Lauf der Zeit eine Siedlung entwickelte. Gemäss Überlieferung gründete Bischof Marius von Avenches anno 587 an dieser Stelle eine Kirche. Die nächste urkundliche Erwähnung der Ortschaft stammt aus dem Jahr 961 mit dem latinisierten Namen Paterniacum, abgeleitet vom Geschlechtsnamen Paternus. Später erschienen die Bezeichnungen Paierno (1238) und Paerno (1242).
Seit dem 10. Jahrhundert hängt die Geschichte von Payerne eng mit derjenigen der Abtei Payerne zusammen, die 962 als eines der ersten Tochterklöster der Reformabtei Cluny angegliedert wurde. Um das Cluniazenserpriorat entwickelte sich im späten 10. Jahrhundert und im 11. Jahrhundert eine befestigte Siedlung, die im ausgehenden 12. Jahrhundert das Stadtrecht erhielt. Am 1. März 1127 wurde in der Kirche der Pfalzgraf Wilhelm III. von Burgund ermordet. 1240 verlieh Graf Peter II. von Savoyen der Gemeinde von Payerne eine neue Stadtrechtsurkunde.

Luftbild aus 300 m von Walter Mittelholzer (1919)

Mit der Eroberung der Waadt im Jahr 1536 kam Payerne unter Berner Herrschaft. Die Berner richteten das Gouvernement Payerne ein, das von einem Vogt verwaltet wurde und neben der Stadt Payerne auch die Orte Corcelles-près-Payerne, Missy, Trey und als Exklave Sassel umfasste. Im Zuge der Reformation, die durch Bern im Waadtland eingeführt wurde, mussten die Mönche 1536 das Kloster verlassen.
Nach dem Zusammenbruch des Ancien Régime gehörte Payerne von 13. Februar bis 19. März 1798 zum Kanton Sarine-et-Broye, danach bis am 25. Mai 1802 zum Kanton Freiburg, danach (noch während der Helvetik) zum Kanton Léman, der anschliessend mit der Inkraftsetzung der Mediationsverfassung im Kanton Waadt aufging. 1798 wurde es Hauptort des neu geschaffenen Bezirks Payerne.
1876 wurde der Bahnhof Payerne in Betrieb genommen. Im Juni 1894 streikten in Payerne die Arbeiter der Zigarrenfabrik. Im Juli 1901 lebten die Zigarrenarbeiter bei Frossard erneut die Arbeit nieder.
Am 16. April 1942 geschah in Payerne der Mord am jüdischen Viehhändler Arthur Bloch. Fünf einheimische Verehrer Hitlers und des Nazi-Reiches lockten, angestiftet vom Waadtländer Nationalsozialisten und Antisemiten Philippe Lugrin, einem ehemaligen Pfarrer, den 60-jährigen Viehhändler aus Bern in einen Hinterhalt, brachten ihn um und zerstückelten seine Leiche; die Leichenteile verstauten die Täter in Milchkannen, die sie dann im Neuenburgersee versenkten.

## Wirtschaft
Payerne ist das regionale Wirtschaftszentrum der Broyeebene und Mittelpunkt eines stark auf die Landwirtschaft ausgerichteten Gebietes. Das Städtchen war deshalb lange Zeit agrarisch geprägt. Noch heute arbeiten mehr als 5 % der Erwerbstätigen im primären Sektor, während der sekundäre Sektor rund 15 % und der Dienstleistungssektor rund 80 % der Arbeitskräfte auf sich vereinigen.
Seit der Korrektion der Broye im Jahr 1906 besitzt Payerne eine grosse Fläche fruchtbares Ackerland in der Ebene nördlich der Stadt. Hier werden hauptsächlich Getreide, Tabak, verschiedene Gemüse und Zuckerrüben angebaut. Im hügeligen südlichen Gemeindeteil gibt es neben dem Ackerbau auch Obstbau und Viehzucht.
Bis in die erste Hälfte des 19. Jahrhunderts lebte Payerne vom Handwerk und dem Handel mit landwirtschaftlichen Produkten. Die Industrialisierung setzte ab etwa 1850 ein und verstärkte sich mit dem Anschluss an das Eisenbahnnetz nach 1876. In den letzten Jahrzehnten wurden neue Gewerbe- und Industriezonen im Norden und Westen der Stadt geschaffen. Einen weiteren wirtschaftlichen Aufschwung gab es mit der durchgehenden Eröffnung der Autobahn A1 (Lausanne–Bern) im Jahr 2001. Heute konzentriert sich die Industrie auf die Verarbeitung von landwirtschaftlichen Produkten und Fleisch, Herstellung von Zigarren, auf das Baugewerbe (Baustoffe), das Transportgewerbe und den Gartenbau sowie auf Elektrotechnik, Telekommunikation und Informationstechnologie. Daneben gibt es zahlreiche weitere kleinere und mittlere Unternehmen.
Als wichtiges Regionalzentrum nimmt Payerne zahlreiche Funktionen im Bereich der Dienstleistung wahr. Es ist Sitz der Stadt- und Bezirksverwaltung, Standort vieler Banken und Versicherungen und seit 1972 des Regionalspitals.
Im Weiteren betreibt die Schweizer Armee in Payerne mit dem Militärflugplatz Payerne ihren wichtigsten Militärflugplatz, der teilweise auch auf dem Gebiet der angrenzenden Gemeinden Bussy, Morens und Rueyres-les-Prés liegt. Seit 1897 bestehen die Kasernen, und im Süden der Stadt befindet sich die meteorologische Station, eine Aussenstelle des Bundesamts für Meteorologie und Klimatologie (MeteoSchweiz).

## Bildung, Kultur und Sport
Payerne ist Standort der Primar- und Sekundarschulen sowie einer Berufsschule. Im Sommer 2005 wurde das Gymnase intercantonal de la Broye eröffnet, ein Gymnasium für die Schüler von Payerne und der umliegenden waadtländischen und freiburgischen Ortschaften.
Die Stadt besitzt zwei Museen:
- das Museum in der Abteikirche mit einem Rundgang durch die Gebäude der ehemaligen Abtei, mit einer historischen Sammlung, einer Kunstsammlung, unter anderem mit Werken von Aimée Rapin, sowie Objekten zu General Jomini.[9]
- das Militärmuseum Musée de l’aviation militaire de Payerne.

In Payerne gibt es zahlreiche Freizeit- und Sportanlagen, darunter ein Stadion, Fussball- und Tennisplätze, ein Schwimmbad und einen Campingplatz. Auf der Südostseite des Hügels von Les Invuardes befindet sich ein Golfplatz. Eine Dirt-Jump-Halle brannte am 26. November 2011 ab.

## Verkehr

Bahnhof Payerne (1975)

Payerne ist ein wichtiger Verkehrsknotenpunkt im Broyetal. Es liegt an der Kreuzung der Hauptstrasse 1 von Bern nach Lausanne und der Hauptstrasse von Freiburg nach Yverdon-les-Bains. Der Transitverkehr läuft heute auf Umfahrungsstrassen im Süden und Osten der Stadt. Der Abschnitt von Murten nach Payerne der Autobahn A1 bis zur Ausfahrt Payerne wurde im Jahr 1997 eröffnet, die Fortsetzung nach Yverdon-les-Bains und damit das letzte Teilstück auf der Strecke Lausanne–Bern 2001.
Am 25. August 1876 nahmen die Bahnlinien Murten–Payerne–Palézieux (Broyetallinie) und Payerne–Freiburg den Betrieb auf, und damit wurde Payerne an das schweizerische Eisenbahnnetz angeschlossen. Ein halbes Jahr später erfolgte am 1. Februar 1877 auch die Einweihung der Bahnlinie von Payerne nach Yverdon. Payerne ist seit 2004 sowohl Endstation der S5 der S-Bahn Bern, wie auch der S21 REV des Léman Express. Für die Feinverteilung im öffentlichen Verkehr sorgen Buslinien von Payerne nach Romont, Combremont-le-Petit und Chevroux.
Der Militärflugplatz Payerne kann seit 1998 auch für zivile Zwecke benutzt werden.

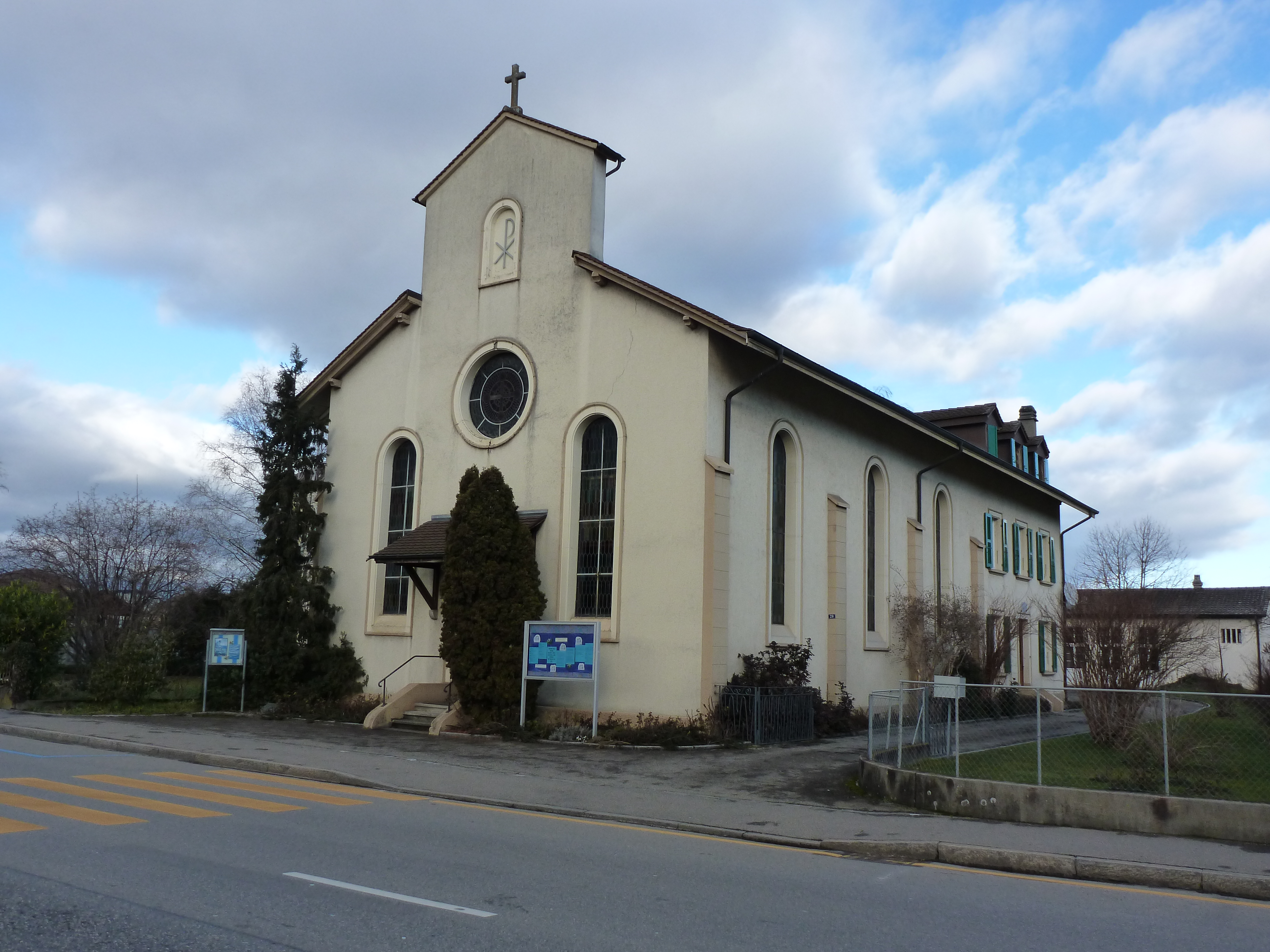
Die «deutsche» protestantische Kirche La Cure allemande von 1898

## Sehenswürdigkeiten

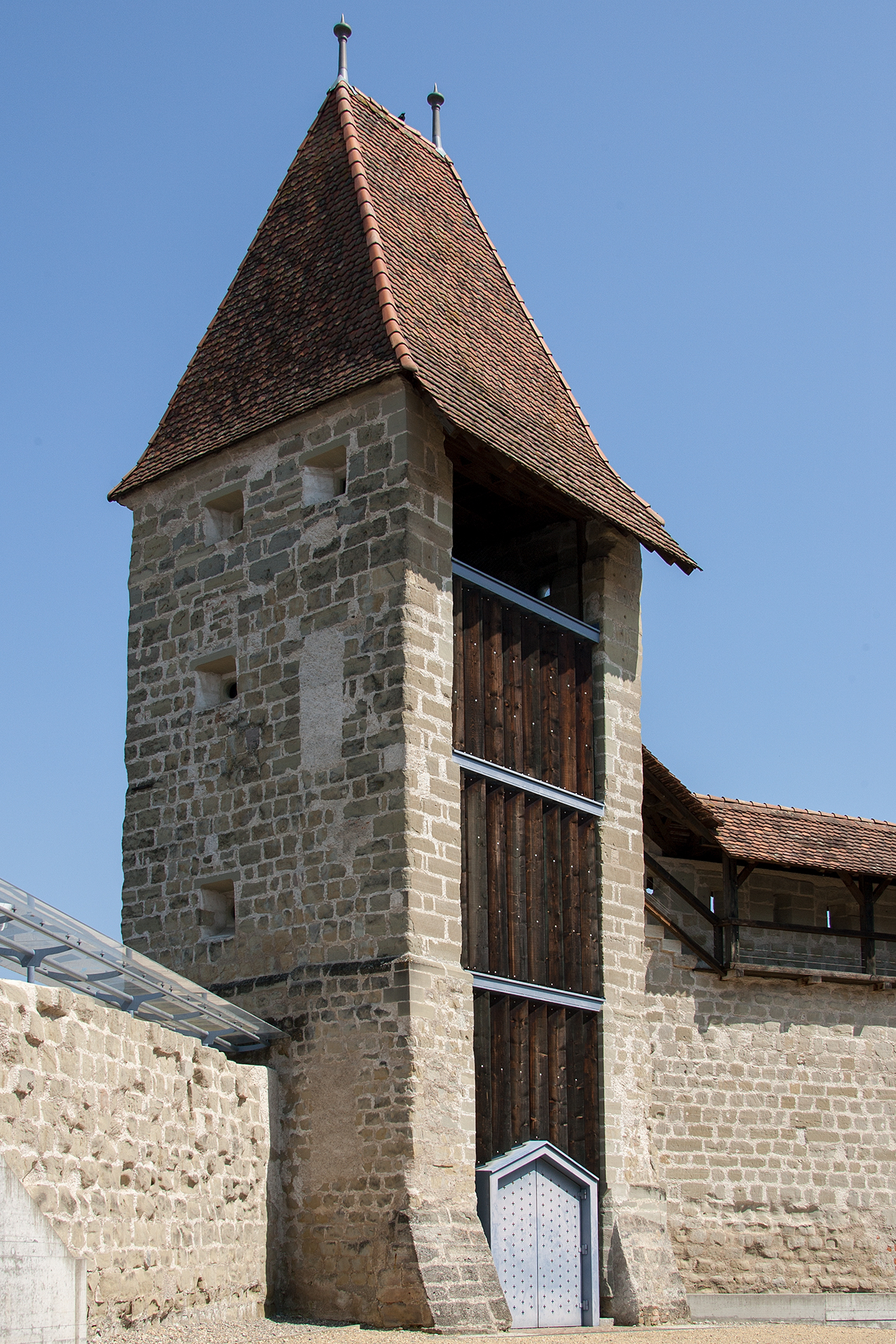
Turm (Tour Barraud) der ehemaligen Stadtbefestigung

Payerne besitzt eine historische Altstadt mit Häusergruppen aus verschiedenen Jahrhunderten. Der Stadtgrundriss zeigt nahezu ein Quadrat mit einer Seitenlänge von rund 300 m. Von der mittelalterlichen Stadtbefestigung stehen heute noch vier Türme aus dem 13. und 14. Jahrhundert. Es sind zahlreiche Bürger- und Patrizierhäuser aus dem 17. bis 19. Jahrhundert erhalten.
In der Altstadt befinden sich verschiedene Bauwerke, die als Objekte von nationaler Bedeutung klassiert sind. In der Mitte steht die ehemalige Abteikirche Notre-Dame aus dem 11. Jahrhundert. Östlich davon befindet sich die reformierte Pfarrkirche, die im 13. und 14. Jahrhundert vermutlich über den Fundamenten der Kapelle des Bischofs Marius errichtet wurde. Der dreischiffige gotische Bau wurde im 16. Jahrhundert umgestaltet und beherbergt seit 1818 das Grabmal der burgundischen Königin Berta von Alamannien (* um 907, † nach 966).
Neben der reformierten Pfarrkirche steht das spätgotische Gerichtsgebäude, das 1571–72 erbaut wurde; im Gerichtssaal weist es Renaissancemalereien zu verschiedenen juristischen Themen auf.
Der Bannerträgerbrunnen und der Brunnen der Schlosser (französisch Serruriers) stammen aus dem frühen 16. Jahrhundert und tragen historische Figuren. Der Bannerträger von 1542 stammt aus der Werkstatt des Freiburger Bildhauers Hans Gieng.

## Veranstaltungen
An dem Wochenende sechs Wochen vor Ostern findet alljährlich die Fête des Brandons statt, die als grösster Karneval der Romandie gilt.

### Flugtag
In den Jahren 1991 und 2004 fand jeweils im September auf dem nahegelegenen Militärflugplatz eine der grössten militärischen Flugshows Europas statt. Bei der AIR04 Payerne 2004 gab es einen Überflug von insgesamt fünf militärischen Kunstflugstaffeln im Verband, was einen Rekord darstellte.
Am 30. und 31. August sowie dem 6. und 7. September 2014 fand in Payerne zum 100., 50. und 25. Jubiläum der Schweizer Luftwaffe, der Patrouille Suisse und des PC-7 Teams die Air14 statt. Diese stellte im Jahr 2014 die grösste Airshow in Europa dar.

## Persönlichkeiten
- Berta von Alamannien (* um 907; † nach 2. Januar 966), Königin von Burgund
- François de Curtine (16. Jahrhundert), Baumeister
- Wilhelm Fabry von Hilden (1560–1634), bedeutendster deutschsprachiger Wundarzt und Begründer der wissenschaftlichen Chirurgie, Stadtchirurg von Payerne von 1602 bis 1615
- Antoine-Henri Jomini (1779–1869), Militärtheoretiker und -historiker
- Karl Vissaula (1823–1875), Politiker
- Aimée Rapin (1868–1956), Künstlerin
- Léon Savary (1895–1968), Schriftsteller und Journalist
- Jacqueline Veuve (1930–2013), Dokumentarfilmerin und Ethnologin
- Jacques Chessex (1934–2009), Schriftsteller
- Rosette Poletti (* 1938), Pflegeexpertin, Bildungswissenschaftlerin und Schriftstellerin
- Gilbert Kaenel (1949–2020), Prähistoriker
- Marc Collomb (* 1953), Architekt und Akademieprofessor
- Jean Arcelin (* 1962), Maler
- Christelle Luisier (* 1974), Politikerin, Stadtpräsidentin
- Esther Kobel Mouttet (* 1977), evangelische Theologin und Professorin für Neues Testament
- Mathieu Rebeaud (* 1982), Freestyle-Motocrossfahrer
- Karim Sow (* 2003), Fussballspieler
- Ardian Bajrami (* 2004), schweizerisch-kosovarischer Fussballtorhüter